# Blood on the Saddle
Blood on the Saddle, vereinzelt auch Blood On The Saddle oder Blood In The Saddle, ist eine 1981 in Los Angeles von Greg Davis (Gesang, Gitarre), Ron Botelho und Hermann Senac gegründete Cowpunk-Band.
Die Band veröffentlichte drei Alben, bevor sich die Originalbesetzung 1987 trennte. 1990 kam es zur Neugründung von Blood On The Saddle in neuer Besetzung; seitdem veröffentlichte die Band vier weitere Alben und eine EP bis 2003. Das einzige feste Mitglied der Band ist seit der Gründung Greg Davis (* 1965).

## Bandgeschichte
Greg Davis gründete die Band bereits Ende 1981 zusammen mit Ron Botelho und Hermann Senac. Die frühere The-Bangles-Bassistin Annette Zilinskas ergänzte die Band vor der Aufnahme des gleichnamigen Debütalbums Blood on the Saddle, das 1984 von New Alliance Records veröffentlicht wurde. Das US-amerikanische Musikjournal Trouser Press beschrieb das Album als „zerlumpte Harmonien, gejodelter Gesang und schlagender Stehbass“ mit dem Effekt eines „Rodeos, bei dem sogar die Pferde auf Speed sind“.
Ein zweites Album, Poison Love, wurde Anfang 1986 beim Musiklabel Chameleon veröffentlicht. Allmusic stellte dem Album ein „enormes Wachstum“ in seiner Rezension aus, bewertete es mit dem „AMG Album Pick“ und bescheinigte der Band, dass diese „eher wie eine der besseren Gitarren-Pop-Bands Mitte der 1960er klingen würde […] als wie ein Haufen Punks, die in ein Country-Roadhouse gestolpert sind“ (im Vergleich zum ersten Album). Trouser Press schrieb über das Album, dass es „die stilistische Ausgewogenheit der Gruppe verfeinere, die energiegeladene Country-Rock-Seite verdeutliche und die mutwilligeren Rock-Impulse des ersten Albums reduziere.“
Mangelnde Werbung durch Chameleon veranlasste die Band im folgenden Jahr zu SST Records zu wechseln, wo sie ihr drittes Album Fresh Blood veröffentlichten; da es sich aber nur schlecht verkaufte, trennte sich die Band 1987.
Davis gründete eine neue Band, The Drivers, Senac schloss sich den Loafin' Hyenas und später Crowbar Salvation und den Guilty Hearts an, und Botelho arbeitete fortan mit der späten Bobbi Bratt zusammen. Davis trat bis Ende 1988 auch weiterhin als Blood on the Saddle auf, unterstützt von Musikern wie dem ehemaligen DC3-Bassisten Caesar Viscarra und dem Schlagzeuger Dave Shollenbarger (Steve Jones); 1989 ging er mit den Vandals auf Europa-Tournee.
1990 kam es zur Neugründung von Blood on the Saddle durch Greg Davis, Chris Engel (Bass) und Danny Rickard (Schlagzeug). Als Engel 1991 unerwartet an einer Überdosis verstarb, wurde er von John Stephenson abgelöst, bevor Caesar Viscarra 1992 in die Band zurückkehrte.
1993 ergänzten Billy Koepke und Eric Davis die Band und es kam zur ersten Veröffentlichung nach sechs Jahren: das von Schemer Records veröffentlichte Album More Blood. Auch John Stephenson kehrte zurück und die Band veröffentlichte 1994 die EP 4 Song 7", gefolgt vom Album Some Songs, beide beim Musiklabel Kill Rock Stars.
Das letzte bislang veröffentlichte Album trägt den Titel Flesh and Blood und stammt aus dem Jahr 2003. Heute lebt Davis in Encinitas und tritt seit 2010 an der Seite des Bassisten Robby Tavares sowie mit aktueller Besetzung seit 2019 auf.

## Besetzung
Aktuelle Besetzung
- Greg Davis – Gitarre (seit 1981)
- Robby Tavares – Bass (seit 2010)
- Amy Sabo – Gesang (seit 2019)
- Nick Gregson – Gitarre (seit 2019)
- Trevor Bodkins – Schlagzeug (seit 2019)

Ehemalige Band-Mitglieder
- Annette Zilinskas – Gesang (1981–2006)
- David Harrington – Bass, Gesang (1982)
- Herman Senac – Schlagzeug, Gesang (1982)
- Ron Botelho – Bass, Gesang (1983)
- Frank Woodbury – Bass, Gesang (1987)
- Michael Ray – Gitarre (1987)
- Phil Hines – Schlagzeug (1987)
- Caeser Viscarra – Bass (1988)
- Dave Shollenbarger – Schlagzeug (1988)
- Chris Engel – Bass (1991)
- Danny Richard – Schlagzeug (1991)
- John Stephenson – Bass (1991)
- Michael Hately – Bass (1992)
- Billy Koepke – Bass (1992)
- Eric Davis – Schlagzeug (1992)
- John Stephenson – Bass (1994)
- Dave Frappier – Schlagzeug (1994)
- Ed Marshall – Bass (1997)
- Jose Levato – Bass (1998)
- Kevin Keller – Bass (2001)
- Al Garcia – Bass (2007)
- Eddie Rojas – Schlagzeug (2010)
- Keith Comey – Schlagzeug (2011–2013)

## Diskografie
Musikalben (LP)
- 1984: Blood on the Saddle (New Alliance Records)
- 1986: Poison Love (Chameleon)
- 1987: Fresh Blood (SST Records)
- 1993: More Blood (Schemer)
- 1994: Some Songs (Kill Rock Stars)
- 1995: New Blood (Rebel Records)
- 2003: Flesh and Blood (Last Call)

Extended Play (EP)
- 1994: 4 Song 7" (Kill Rock Stars)

## Bibliographie
- Martin C. Strong: The Great Indie Discography. Canongate, 2003, ISBN 1-84195-335-0, S. 231 (englisch).